# Orléans villamosvonal-hálózata
Orléans villamosvonal-hálózata (francia nyelven: Tramway d'Orléans) egy két vonalból álló 29,3 km-es villamoshálózat Franciaországban, Orléansban.
A villamos nyomtávolsága 1435 mm, az áramelátás felsővezetékről történik, a vontatási feszültség 750 V egyenáram. A 29,3 km-es hálózaton összesen 49 megálló található. A forgalmat 22 Alstom Citadis 301 és 21 Alstom Citadis 302 sorozatú alacsonypadlós villamos bonyolítja le.

## Története
Orléansban az első villamos 1877 és 1938 között közlekedett. A hálózat bezárása után 62 évvel indult meg újra a városban a villamosközlekedés két vonalon.

## Képek

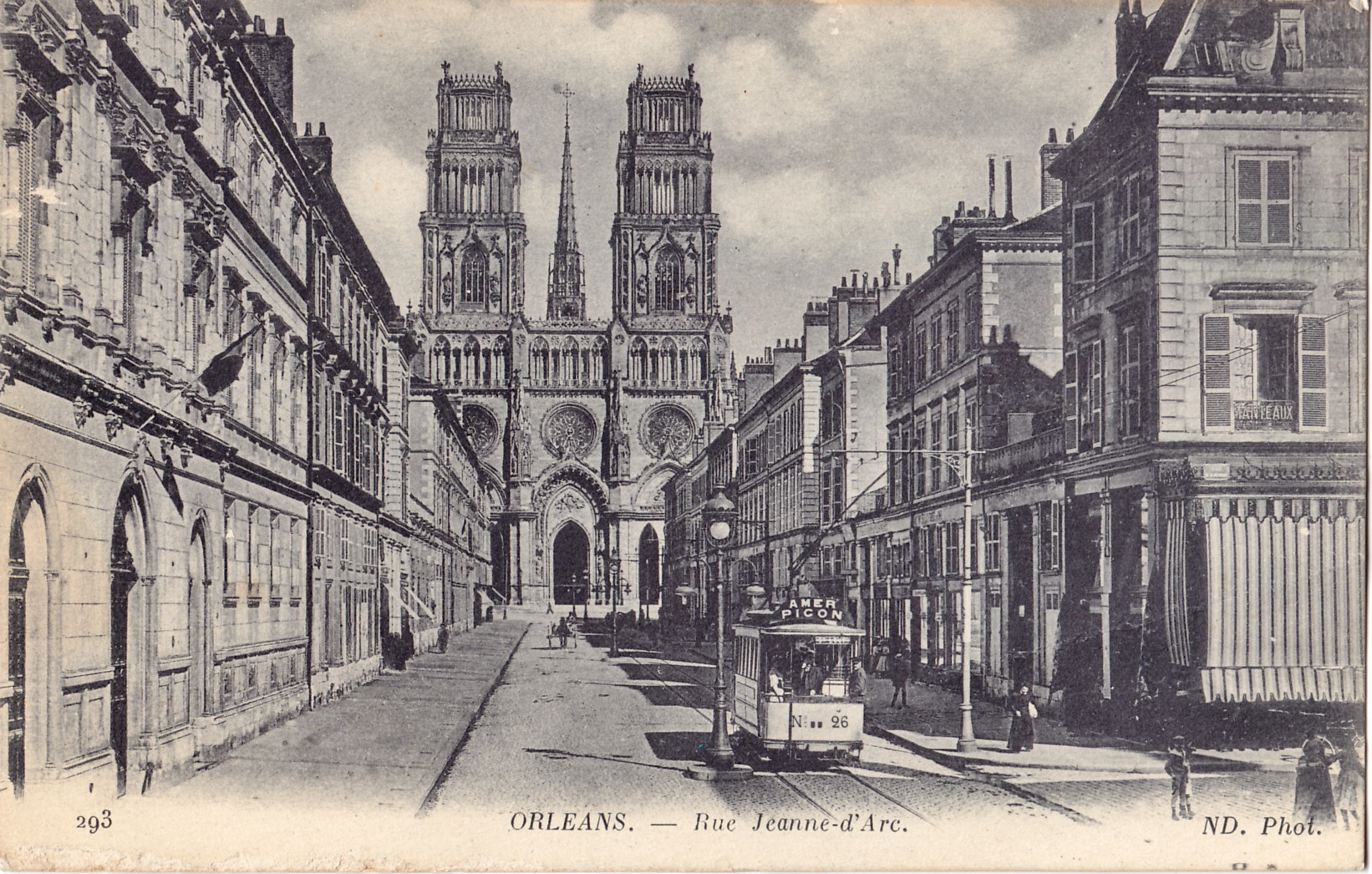
Az egykori villamos
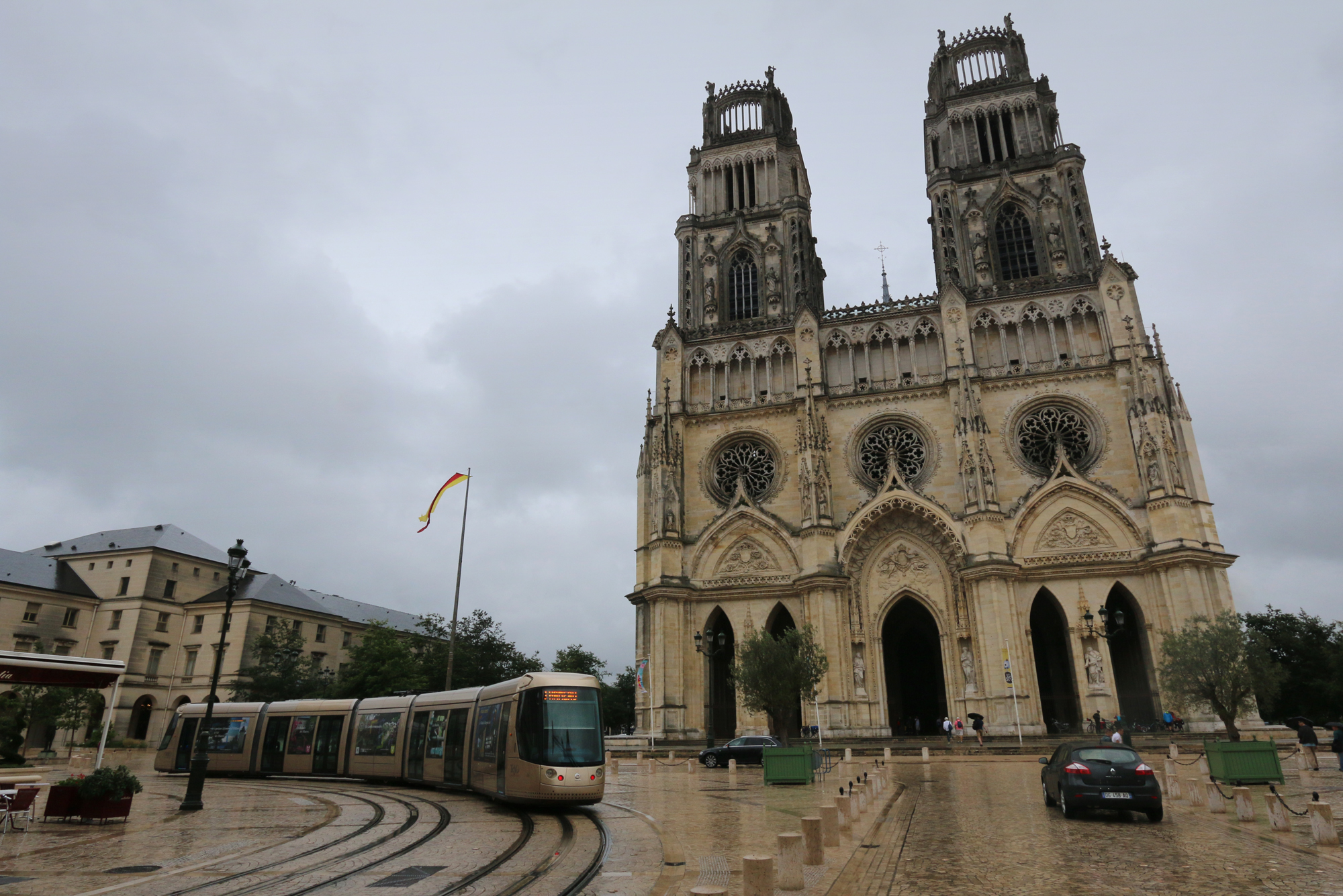
A mai, modern villamos
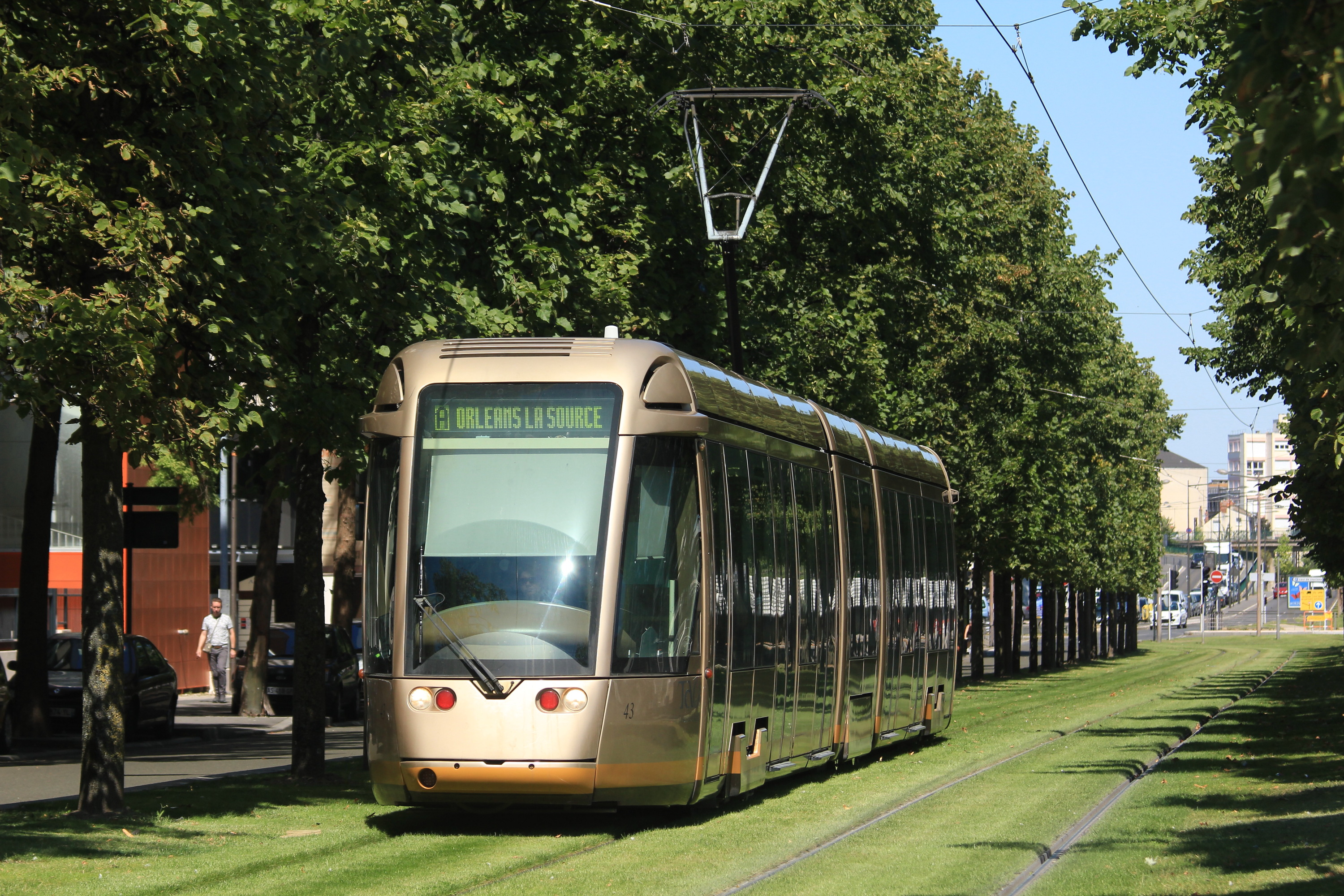
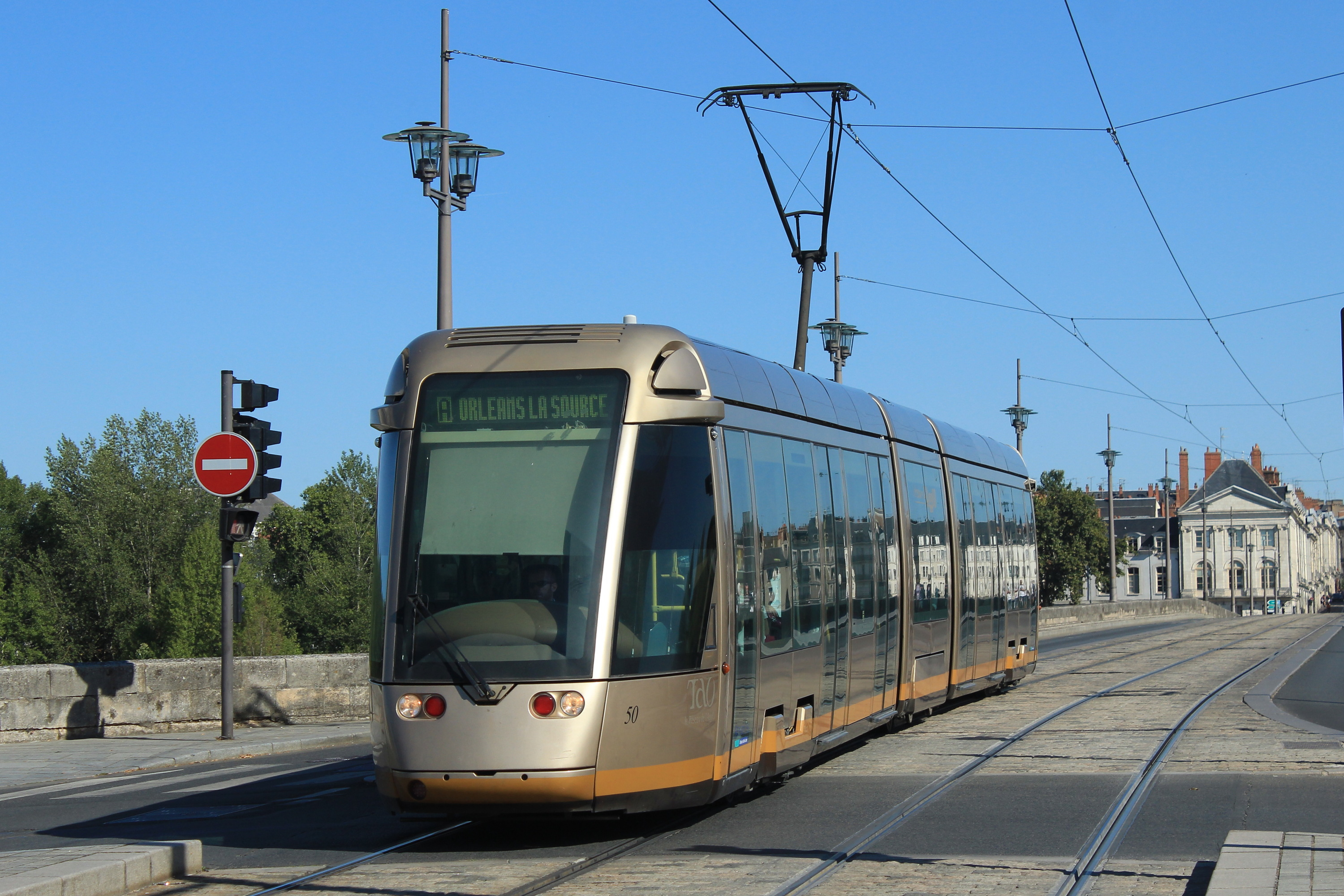
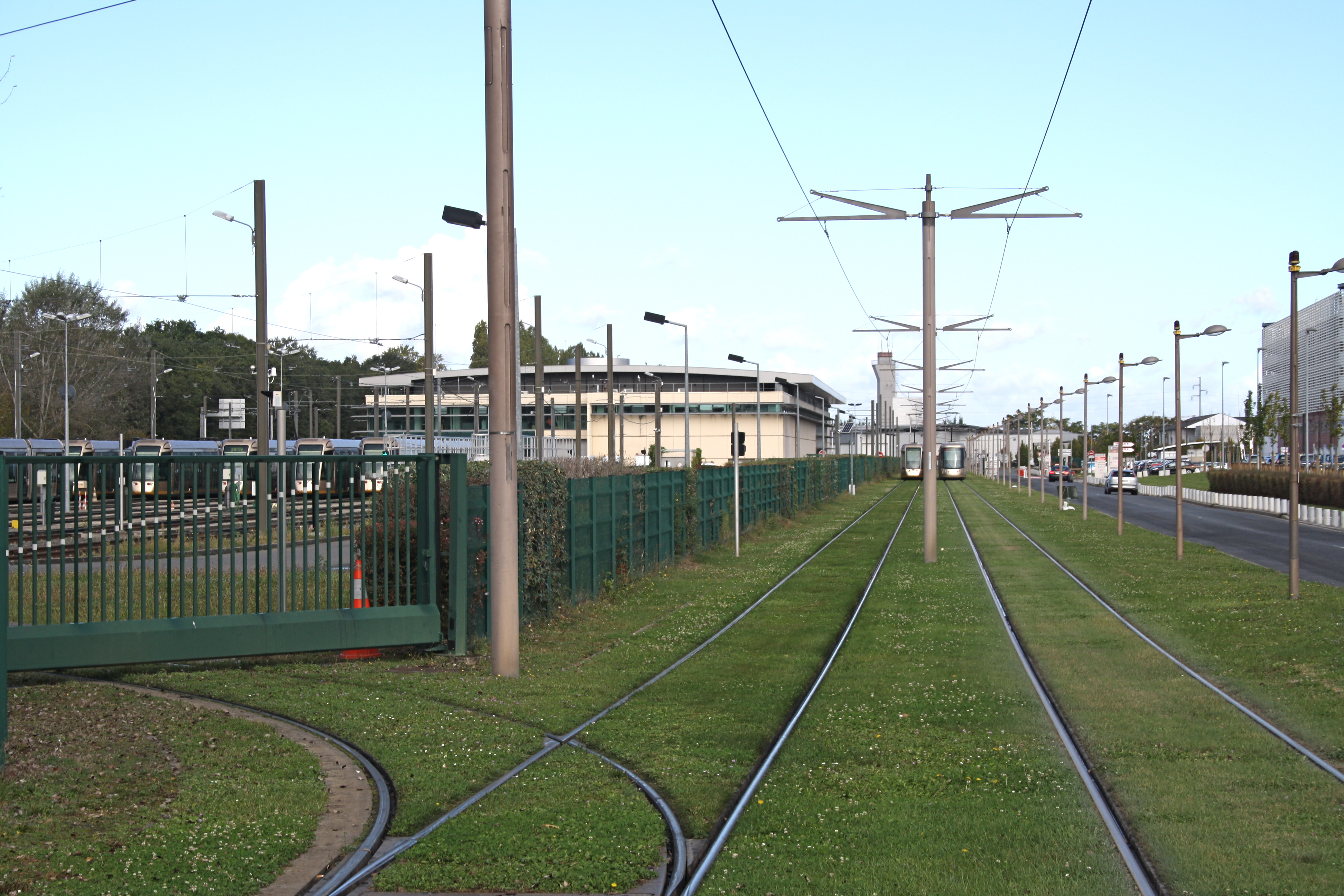
Füvesített villamospálya
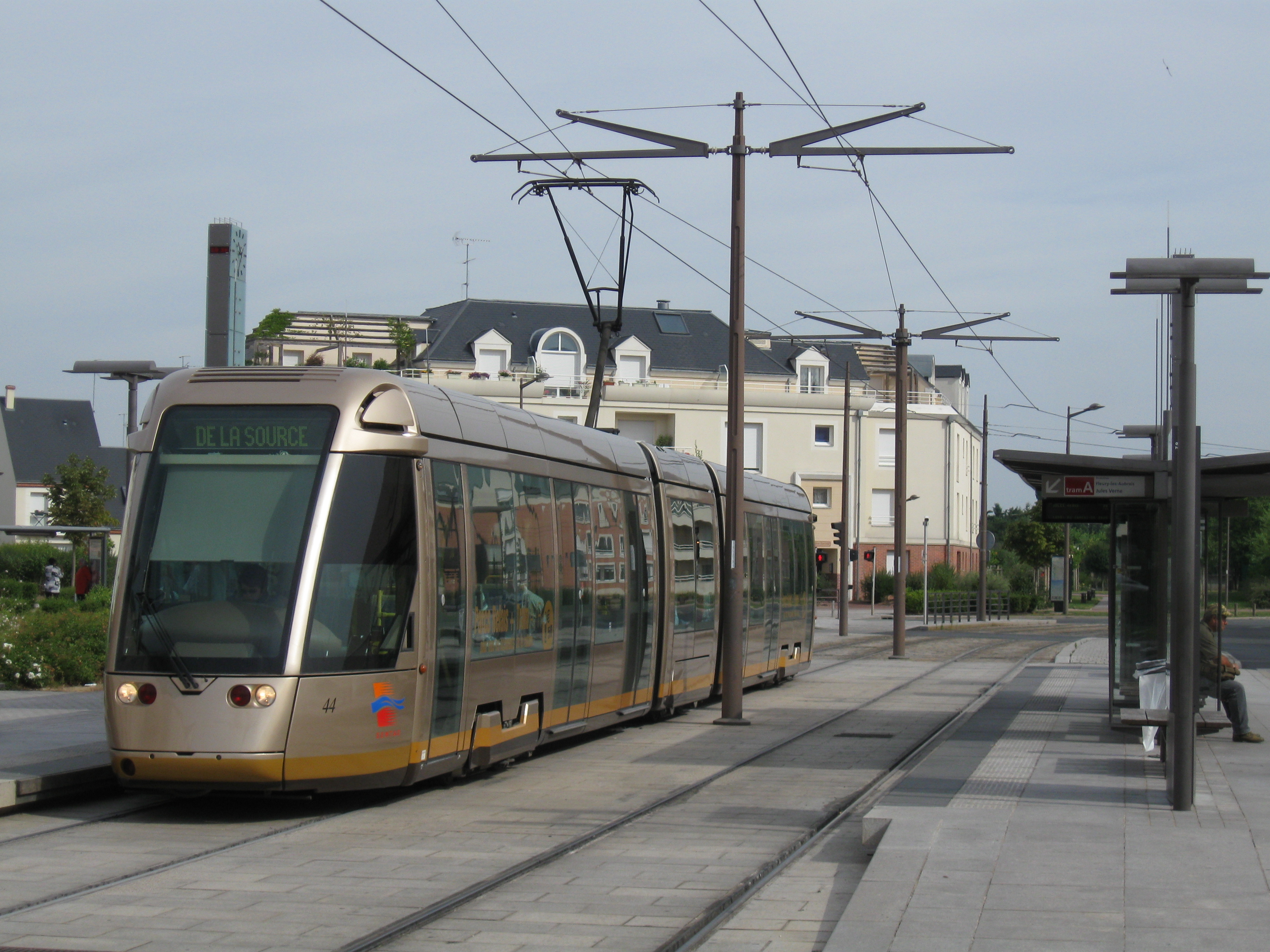
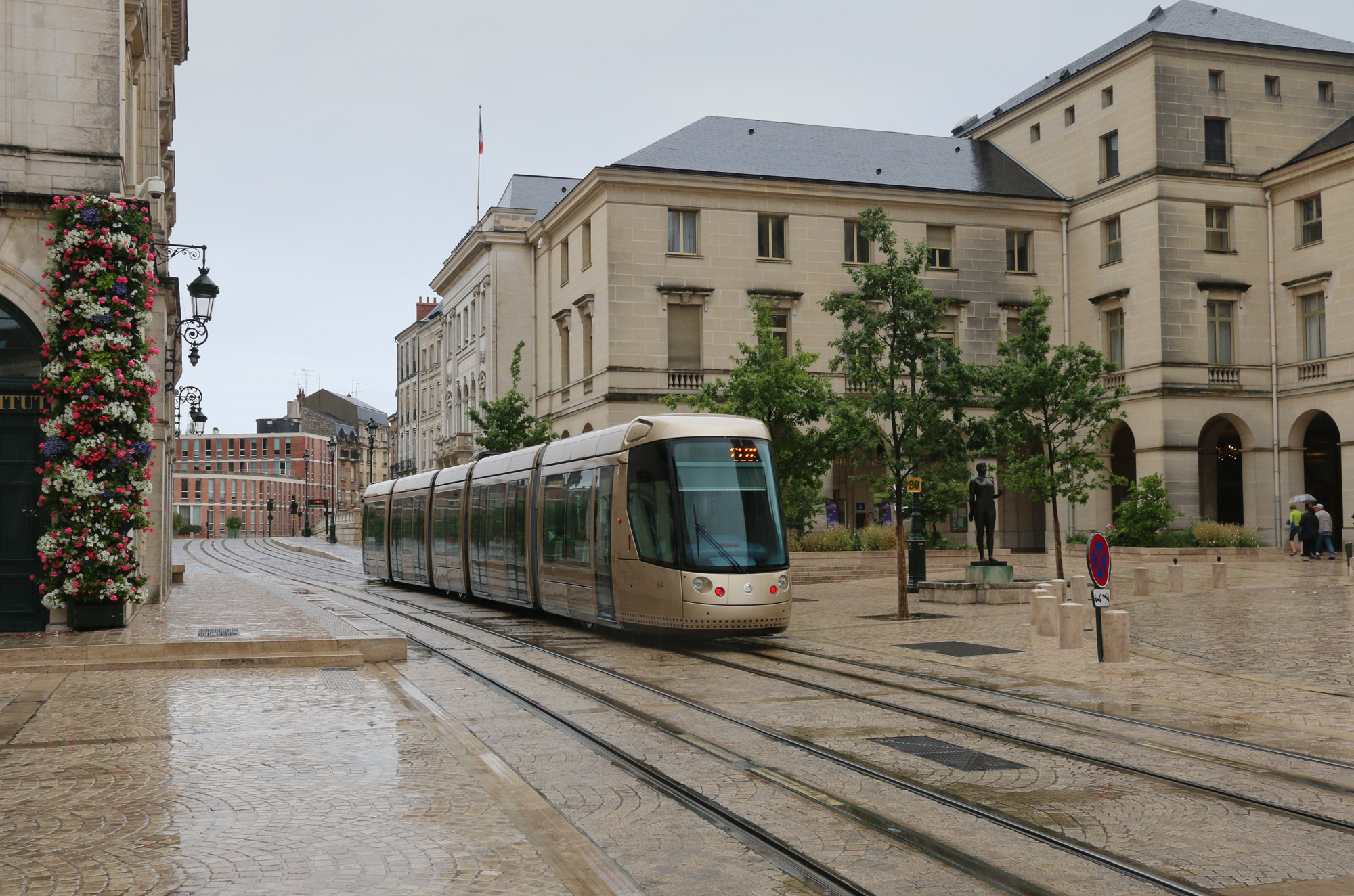
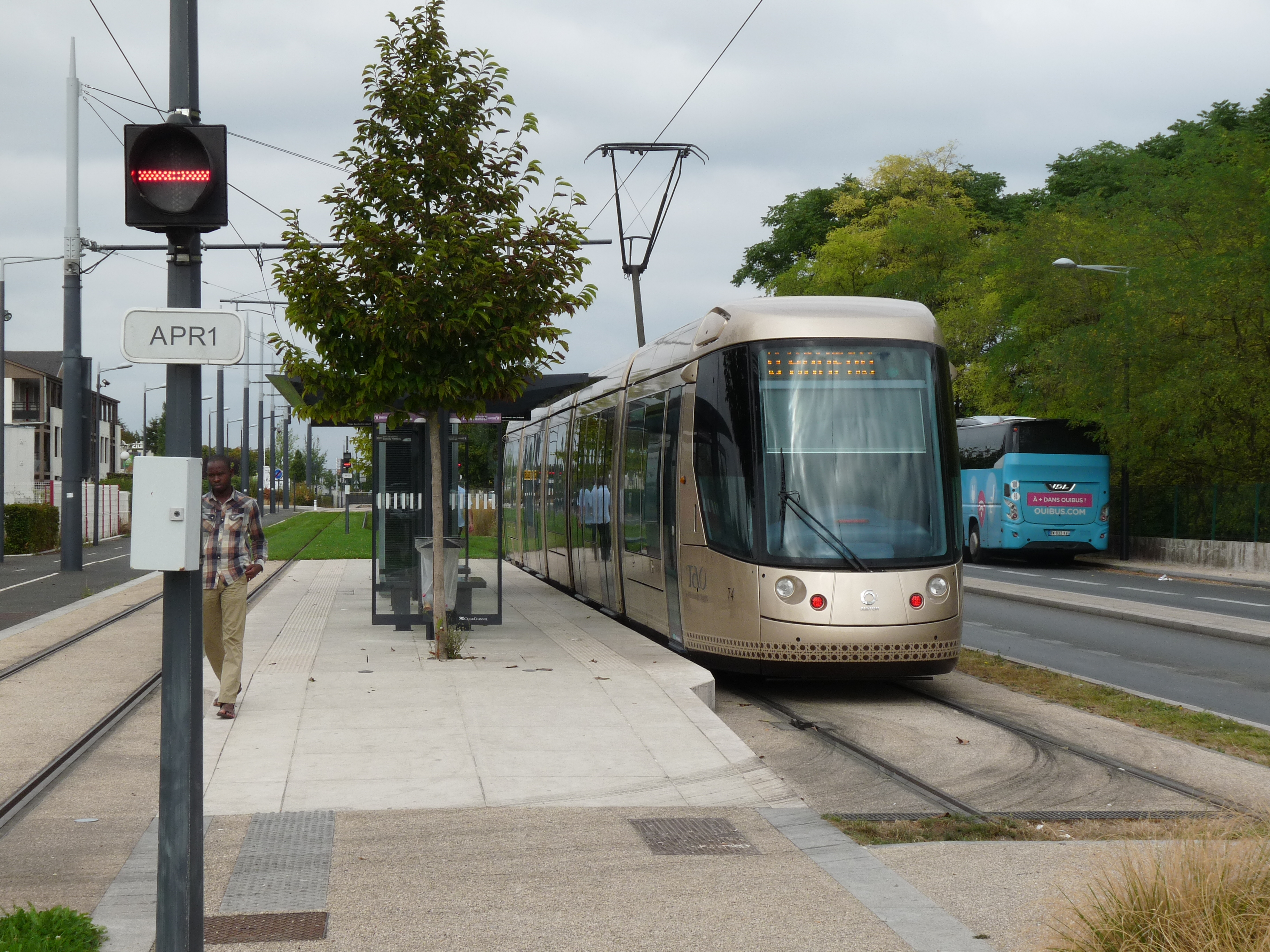